# Piazza Giuseppe Tartini
Piazza Giuseppe Tartini (in sloveno Tartinijev trg) è la principale piazza della città di Pirano in Slovenia. Porta il nome del musicista Giuseppe Tartini, originario della città istriana.

## Descrizione

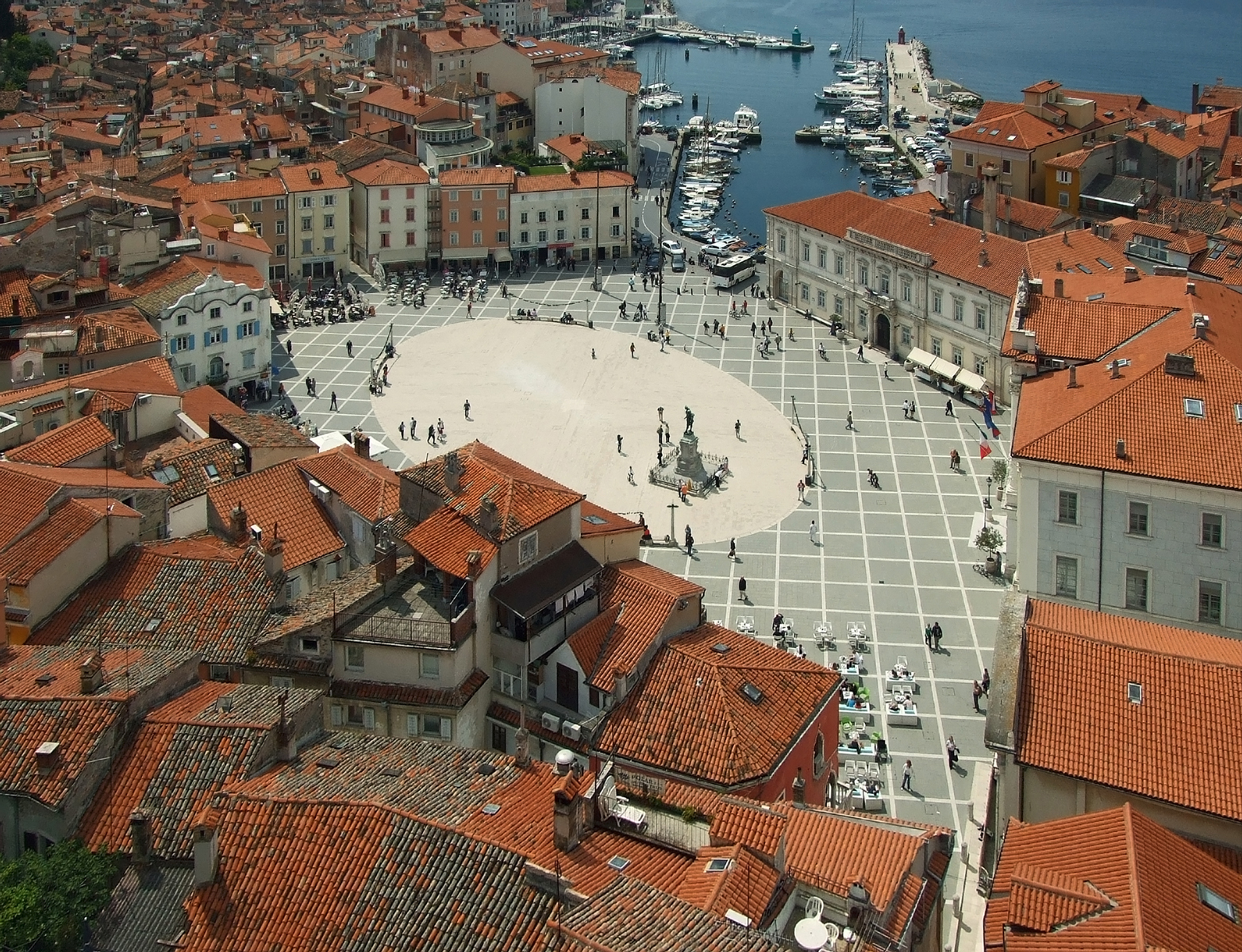
La piazza vista della chiesa di San Giorgio

La piazza, di forma ellittica, costituisce il centro vitale della cittadina. Si trova sul versante meridionale del promontorio su cui sorge Pirano e ha una piccola apertura che si affaccia direttamente sul mare. Attorno alla piazza si affacciano i palazzi più importanti della città, ovvero il municipio (costruito nel 1879), la chiesetta di San Pietro, la casa veneziana (uno dei pochi edifici di stile veneziano ancora rimasti in città), la casa natale di Giuseppe Tartini e il palazzo della pretura. Al centro della piazza, invece, è collocato il monumento a Giuseppe Tartini, realizzato tra il 1892 e il 1896 dallo sculture veneziano Antonio Dal Zotto per commemorare i duecento anni dalla nascita del compositore.
All'ingresso della piazza, sul breve tratto che si affaccia sul mare, sono posizionati due pennoni portabandiera, le cui basi in pietra d'Istria, risalenti al XV secolo, ritraggono il leone di San Marco (simbolo di Venezia) e San Giorgio (patrono di Pirano) a testimonianza del lungo sodalizio della città con la Serenissima.
Dall'alto, ben visibile, domina la piazza la barocca chiesa di San Giorgio.

## Storia

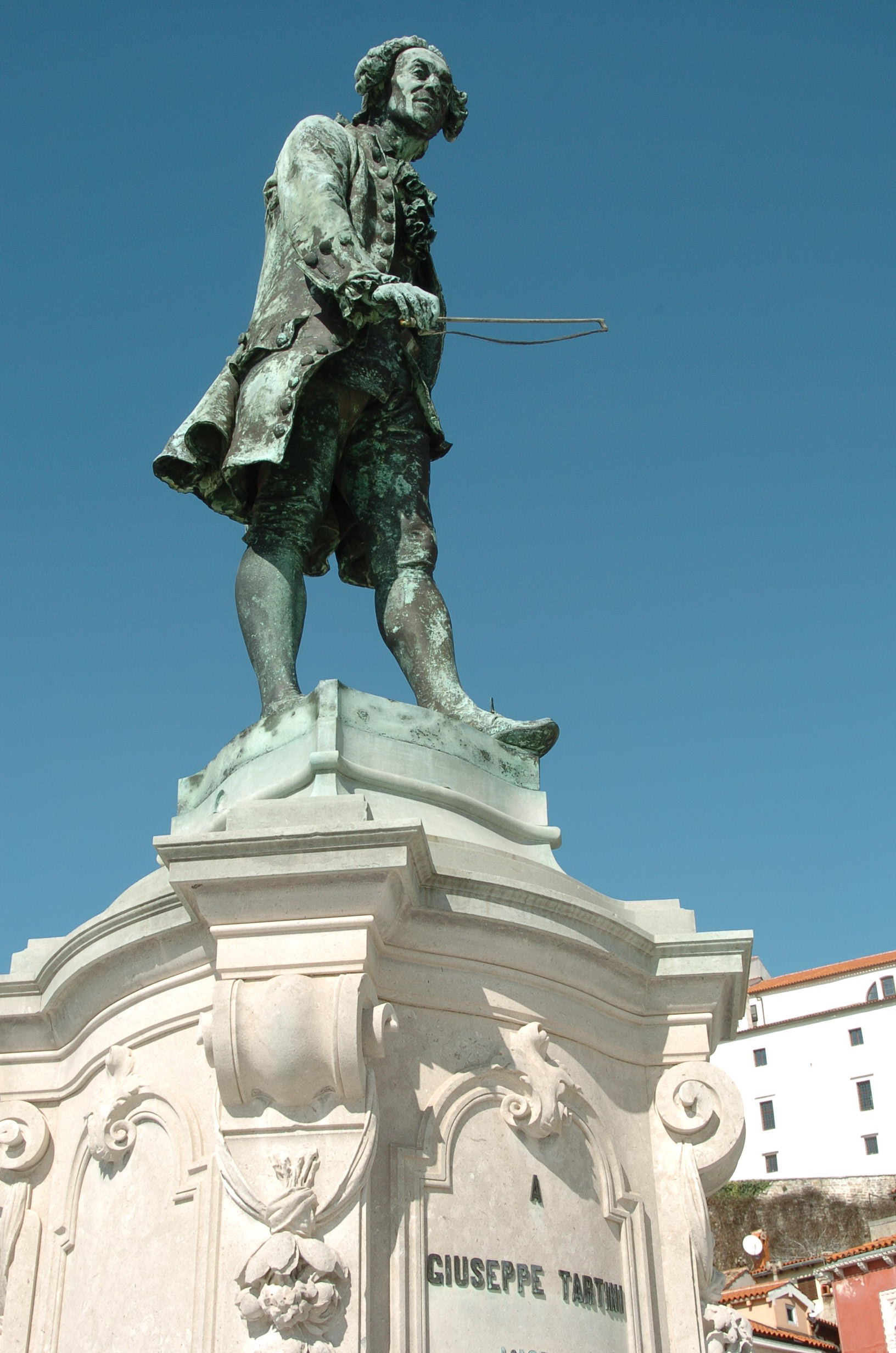
Il monumento a Giuseppe Tartini

In origine l'area dove oggi si trova la piazza era occupata da un mandracchio, il piccolo porticciolo interno della città. Durante il XIX secolo, vennero costruiti ai lati del porticciolo molti dei palazzi che ora si affacciano sulla piazza, come la chiesetta di San Pietro (del 1818), il palazzo della pretura e il municipio (del 1879). Nel 1894 le autorità austro-ungariche decisero di interrare il mandracchio per motivi sanitari: la scarsa circolazione, gli scarichi urbani che qui confluivano e il grande numero di imbarcazioni che vi passavano rendevano questo specchio d'acqua piuttosto malsano e insalubre. I lavori di fatto terminano due anni più tardi, quando venne collocato il monumento di Giuseppe Tartini.
Durante la prima metà del XX secolo, la piazza è stata capolinea di un'avveniristica ma fallimentare linea di filobus e in seguito della tranvia per Portorose, dismessa nel 1953.
Durante i decenni in cui Pirano fece parte della Jugoslavia, la piazza venne di fatto trasformata in un parcheggio per le auto. A inizio anni '90, durante gli anni dell'indipendenza della Slovenia, che corrispondono ai 300 anni dalla nascita di Giuseppe Tartini, la piazza è stata restaurata sotto la guida dell'architetto italo-sloveno Boris Podrecca, che ha ricostruito la zona ellittica in pietra bianca al centro della piazza, sagoma del vecchio mandracchio.
Negli ultimi anni, infine, l'intera piazza è stata definitivamente pedonalizzata.